# Sthène
La sthène (symbole sn) est une ancienne unité de mesure de la force dans le système mètre-tonne-seconde.
1 sn = 1 t m s−2 = 1 000 N = 1 kN.